# Madison (danse)
Pour les articles homonymes, voir Madison.

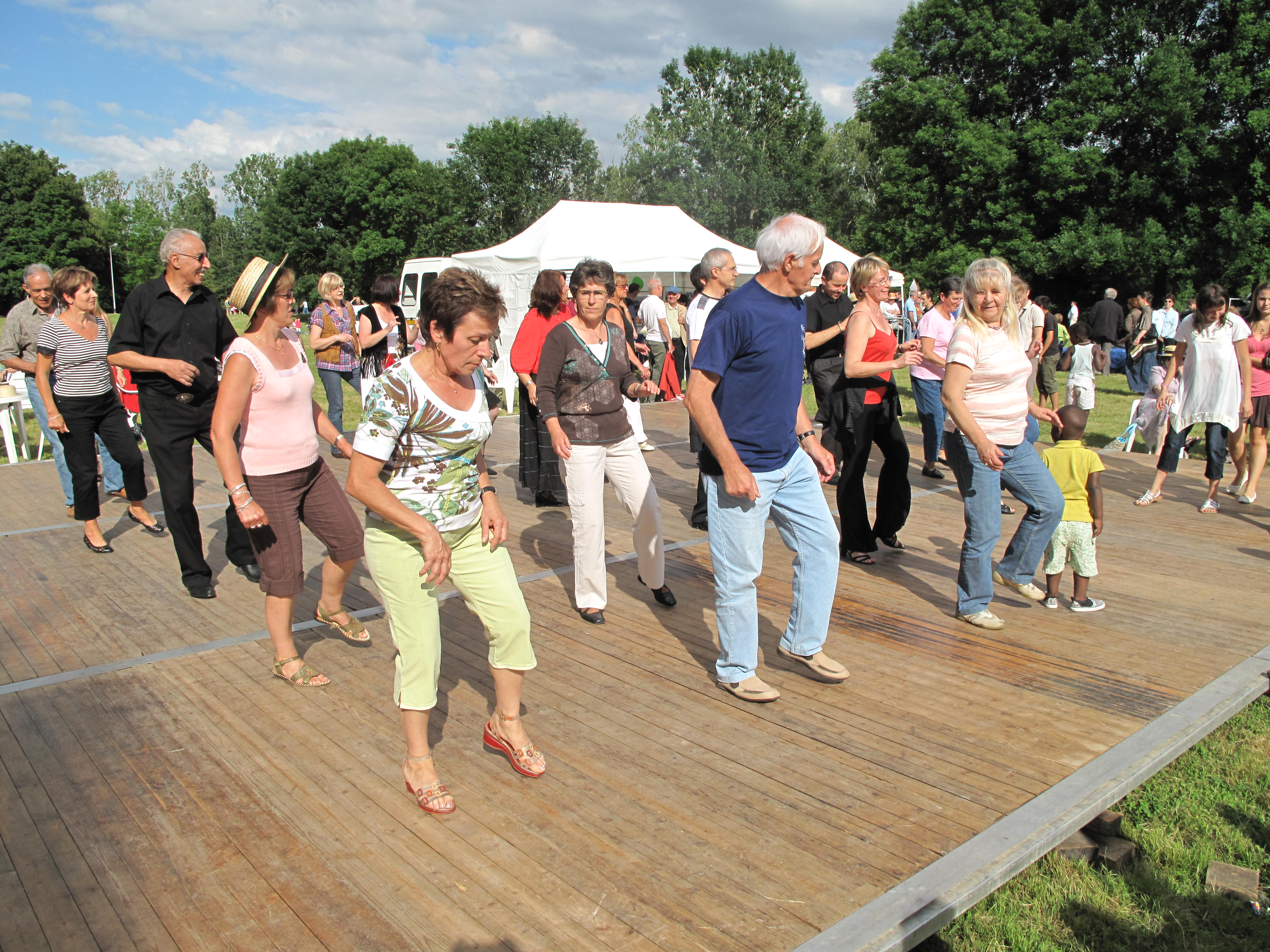
Danseurs en ligne avant le quart de tour à droite

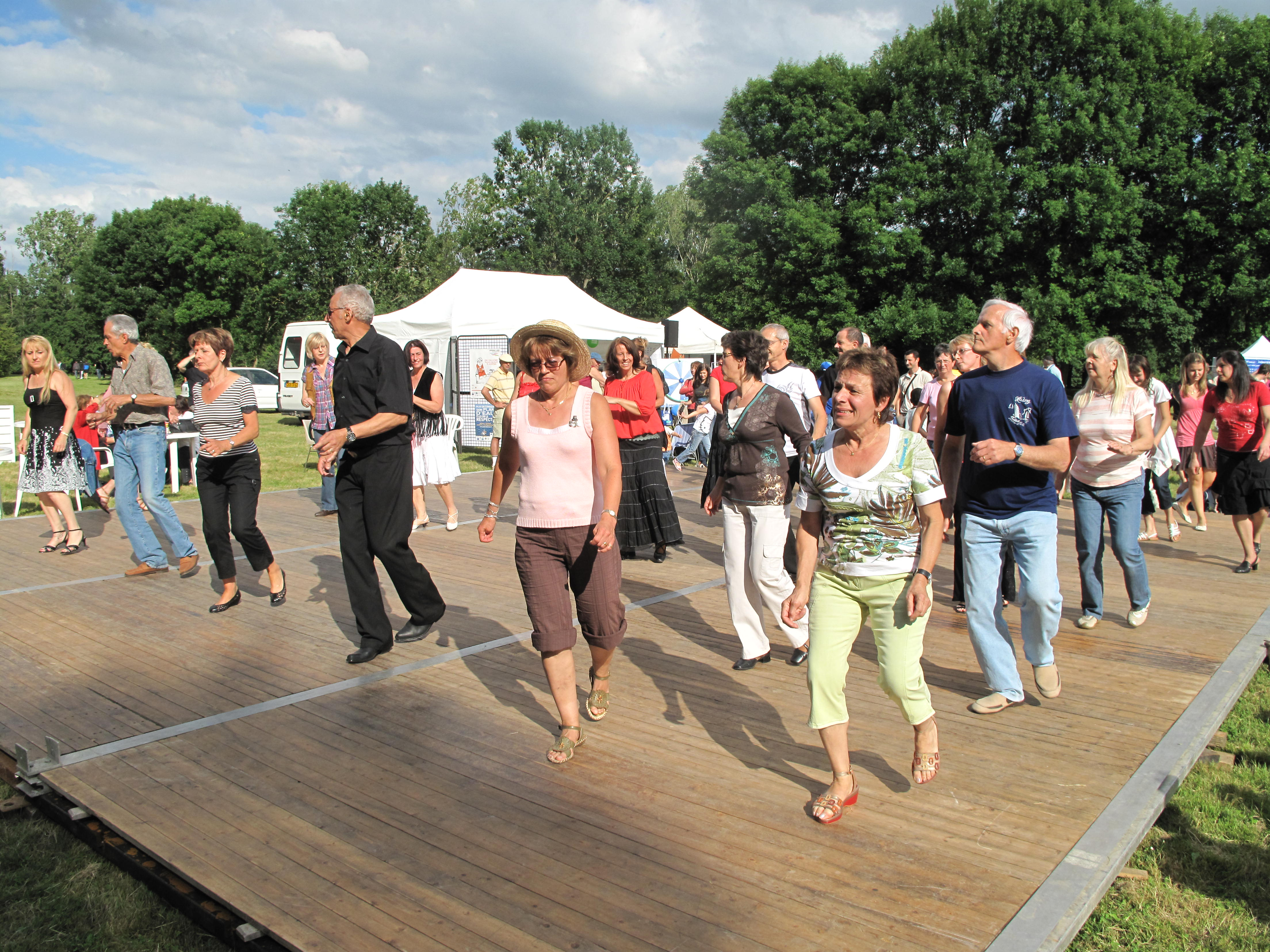
Les mêmes après le quart de tour à droite

Le madison est une danse en ligne, créée à la fin des années 1950 aux États-Unis et popularisée au début des années 1960. Il s'agit d'une danse sans contact qui se pratique en ligne, seul ou en couple.

## Historique
Différentes villes américaines se disputent la paternité du madison, telles Columbus (Ohio) dès 1957, Philadelphie, Chicago, Detroit, Baltimore ou encore Cleveland .
Deux versions musicales l'ont popularisé : d'abord le titre The Madison, créé par l'Américain et ancien mineur Al Brown, dont c'est le premier disque, avec son groupe, les Tunetoppers. Le second titre a été créé par Ray Bryant et s'intitule Madison Time.

## En France
En France, on a commencé à danser le madison durant l'été 1962, alors que les États-Unis le dansent déjà depuis 1960. Il y a d'ailleurs une séquence de madison assez longue dans le film West Side Story[réf. nécessaire], réalisé par Robert Wise en 1961, et ce film a participé à la diffusion de cette danse en France.
À l'époque, les disques comportaient au dos de la pochette un synoptique résumant les pas du madison. Ainsi, pas besoin de prendre des cours pour se débrouiller lors de soirées dansantes. Tous les artistes en vogue du moment ont sorti leur titre « madison » (et en particulier en France ceux de la maison de disques Barclay), surfant ainsi sur la vague de popularité. Néanmoins, certains titres sortent sous une étiquette « madison » mais ne sont ni plus ni moins que des rock 'n' roll.
En France, les rois du madison en tant que chanteurs sont Billy Bridge avec son second titre Le Grand M et Harold Nicolas. Mais le madison est aussi souvent associé à des noms plus ou moins connus tels que  Olivier Despax, Dany Logan, voire Sylvie Vartan, Johnny Hallyday ou Richard Anthony.

## De nos jours
Le madison est toujours dansé épisodiquement : pas seulement dans les soirées sixties ou rétro, mais aussi dans certains mariages et les discothèques proposant des soirées rock et danses de salon. Il existe à l'heure actuelle plusieurs versions des pas du madison. La version en couple existe toujours mais n'est plus guère dansée. On lui préfère l'une des trois ou quatre versions en ligne dont deux dominent particulièrement.
Le madison se danse habituellement sur les musiques des années 1962 et suivantes, mais il est tout à fait possible de le faire sur du disco ou certains swings. À noter une reprise récente d'un titre madison dans une orchestration plus tonique et moderne : Last Night par Chris Anderson, DJ Robbie, Didier Perreau et Erwan Solomon (compositeur de Baby Come on) en vogue en discothèque, ou plus récemment encore le Madison revival distribué par Francis Dreyfus Music.

## Chorégraphie
Le madison se danse sur un rythme musical lent à médium 4/4 : 30 à 44 MPM en moyenne. Comme le madison s'apprend facilement – le temps d'un ou deux morceaux suffit généralement – et ne nécessite pas de partenaire, c'est une danse de choix pour faire bouger les gens qui ne dansent pas habituellement.
Le madison le plus pratiqué de nos jours se danse sur quatre séries de quatre pas sur un rythme 4/4 (16 temps donc au total). Au bout des 4 mesures, le danseur effectue un quart de tour vers la droite et recommence face au mur suivant.
Au démarrage, les danseurs sont les uns à côté des autres sur plusieurs lignes, de manière à ne pas être trop serrés. Par rapport à la salle de danse, ils sont positionnés face mur où se trouve le miroir. Dans une soirée, les danseurs commencent face au DJ ou à l'orchestre.Il y a aussi d'autres possibilités pour danser le madison.

### Enchaînement madison le plus pratiqué
Sources, :
0. Départ pieds côte à côte non joints

1. PD (Pied Droit) s'écarte sur la droite

2. PG (Pied Gauche) se rapproche du PD

3. PD s'écarte sur la droite

4. Jeter le PG devant et à droite

5. Poser PG un peu à gauche

6. PD se rapproche du PG

7. PG s'écarte sur la gauche

8. Jeter le PD devant et à gauche

9-10-11. Reculer de 3 petits pas PD-PG-PD

12. Avancer PG en ne posant que la pointe du pied

13. Poser le talon du PG

14. Avancer PD en ne posant que la pointe du pied

15. Poser le talon du PD et transférer le poids du corps sur le PD

16. Faire un saut appel PD avec ¼ de tour à droite, en retombant sur le PG

17. Recommencer en 1 : PD s'écarte sur la droite

### Galerie

Enchainement de 4 photos :
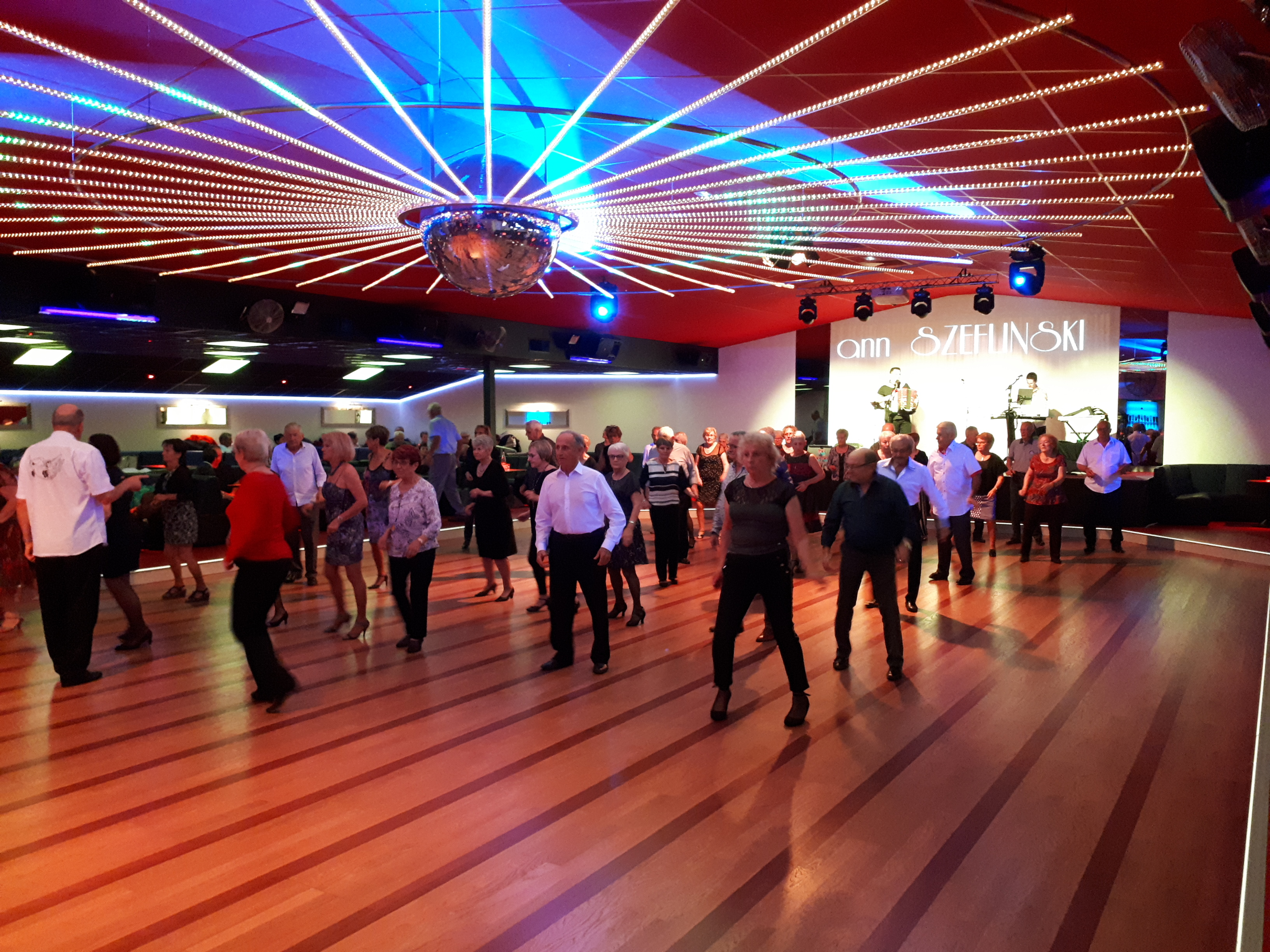
1 de 4
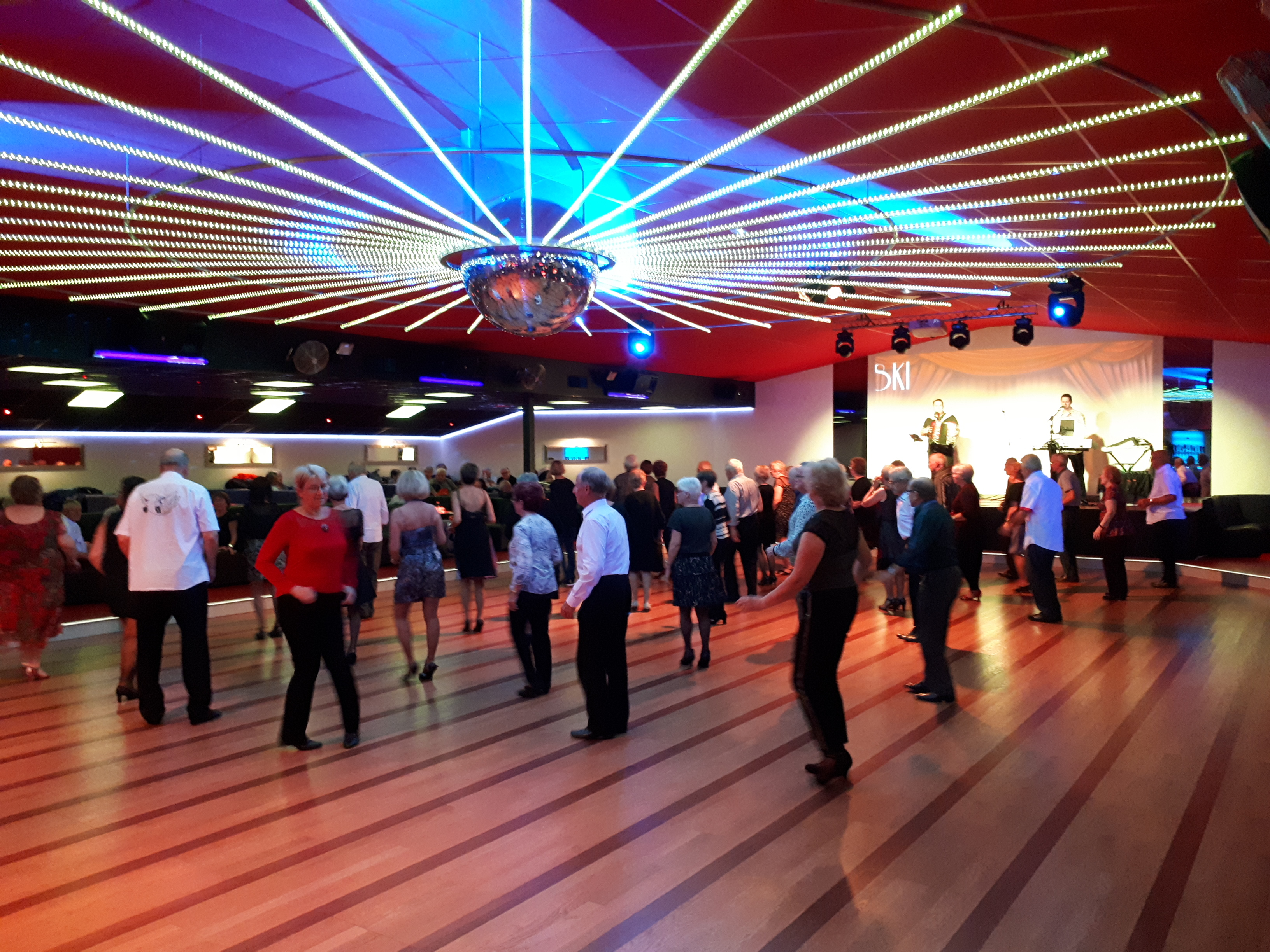
2 de 4
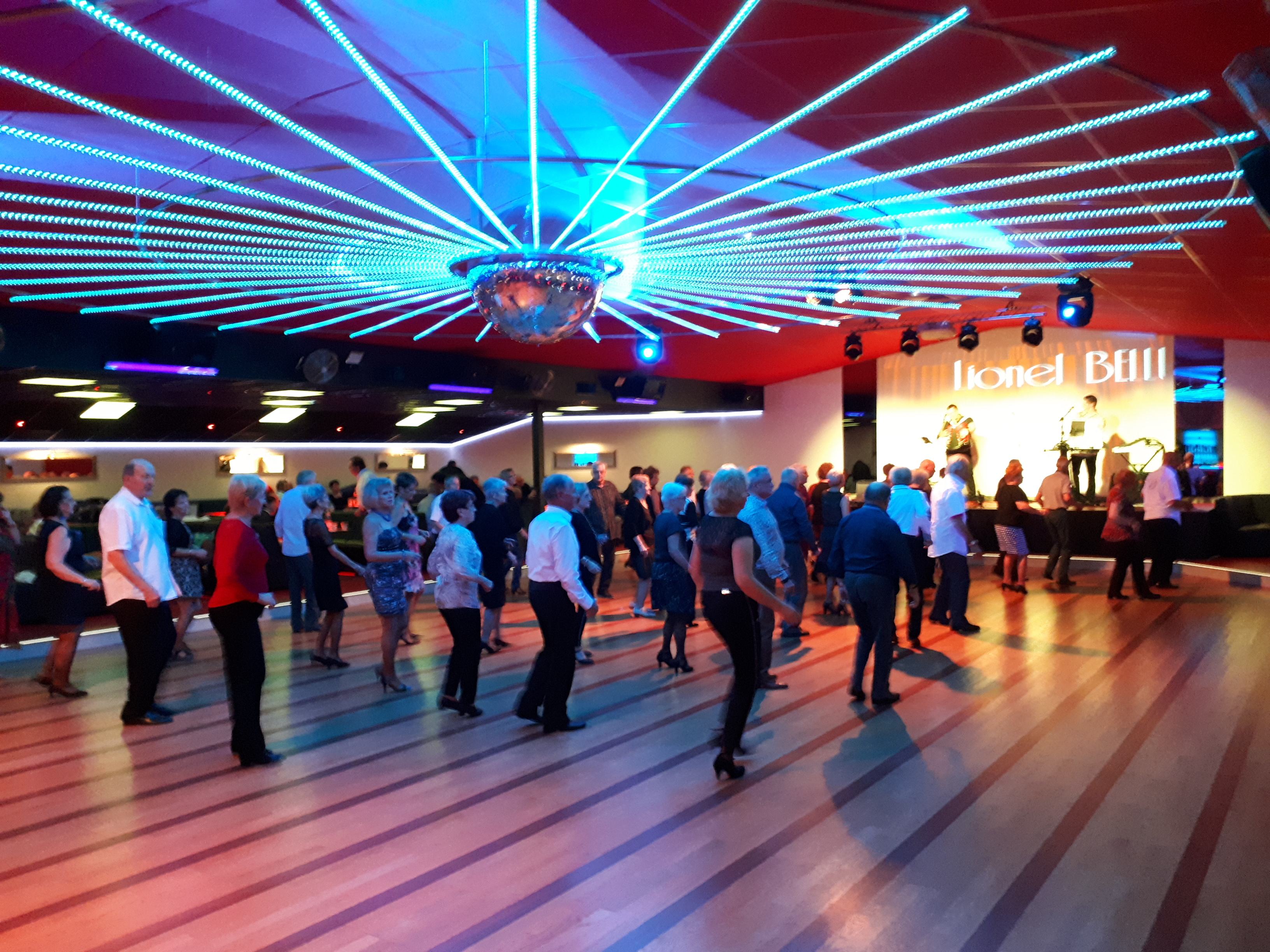
3 de 4
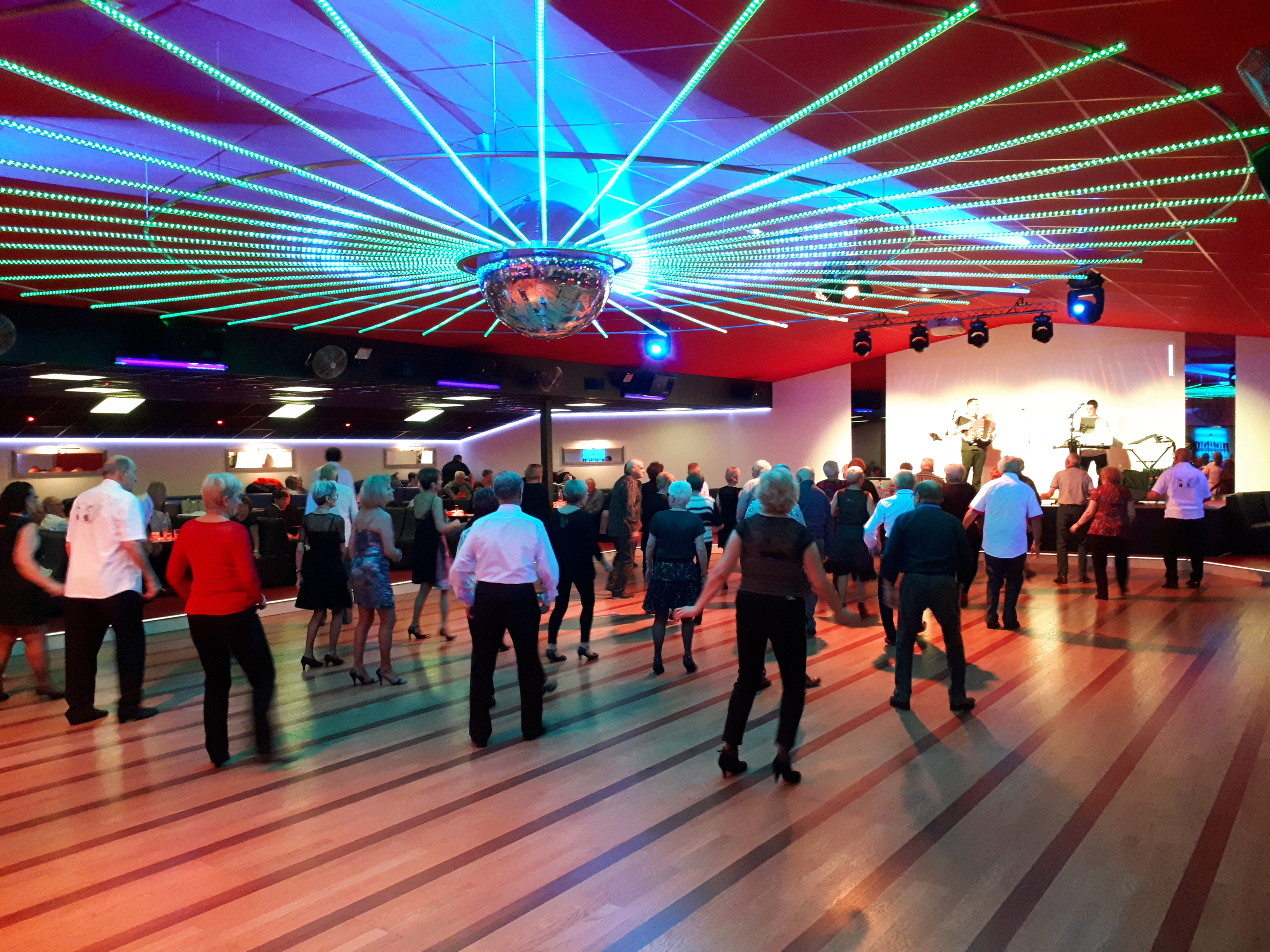
4 de 4

## Influences
Du point de vue de la chorégraphie, le Madison a inspiré le Kuduro qui se danse également sans contact.

## Titres célèbres
- Last Night, The Mar-Keys
- Green Onions Madison, Will Burnett and his Madison Dance Trio
- Le Grand M, Will Burnett and his Madison Dance Trio
- Madison Time, Will Burnett and his Madison Dance Trio
- Last Night (reprise), Chris Anderson & DJ Robbie[8]
- Baby Come On, Chris Anderson & DJ Robbie (Erwan Solomon compositeur)

## Titres récents pouvant être utilisés pour un Madison
- Reality, Lost Frequencies
- Katchi, Ofenbach et Nick Waterhouse

## Films et séries avec des séquences de madison
- 1964 : Bande à part, film de Jean-Luc Godard, où les trois personnages principaux dansent une séquence de madison dans un café[9].

- 1965 : Le Corniaud comporte une courte séquence au cours de laquelle Bourvil invite la jeune manucure dans un dîner dansant à Rome.

- 2003 : Monsieur Ibrahim et les Fleurs du Coran : le jeune Momo s'amuse à jeter un verre d'eau de l'étage sur sa voisine qui danse le madison dans la cour intérieure de leur immeuble.

- 2007 : The Go-Getter : Lou Taylor Pucci, Zooey Deschanel et Jena Malone dansent le madison en hommage au film de Godard Bande à part[10].
- 2016 :11.22.63, mini-série, épisode 3 : à l'école de danse, les étudiants dansent le madison[11].
- 2018 : Maniac, mini-série, épisode 5 : les personnages joués par Rome Kanda, Emma Stone et Jonah Hill dansent le madison.
- 2019 : L'Amour debout : Paul Delbreil et Samuel Fasse dansent le madison.

### Livres de référence
- Le rock'n'roll et le madison, Rolland Éd., 2008